# Habropogon lineatus
Habropogon lineatus là một loài ruồi trong họ Asilidae. Habropogon lineatus được Lehr miêu tả năm 1960. Loài này phân bố ở vùng Cổ Bắc giới và châu Á.